# Complesso recettore-ormone
Il complesso ormone recettore in generale rappresenta il legame di una molecola chiamata ormone, che può essere sia di natura proteica che lipidica, che in base a ciò presenta il suo recettore sulla membrana cellulare  nel primo caso, nel citosol nel secondo. il legame genera una serie di eventi intracellulari, che nella maggior parte dei casi porta alla trascrizione di alcuni geni che altrimenti non sarebbero trascritti.